# Órbita (sistema de TV)
Órbita, (em russo: Орбита), é a designação de um sistema de TV a cores por satélite soviético, depois russo.
Em Maio de 1965 foi efetuado um teste de transmissão de programas de TV para o extremo Leste da União Soviética, usando o satélite de comunicação Molniya-1. Para uma cobertura mais completa do extenso território soviético, começou a ser construída uma rede de estações receptoras a qual foi dado o nome de "Órbita". 
Em 1967 as primeiras 20 estações foram colocadas em serviço. O sistema "Órbita" estava baseado nessas estações em terra e numa constelação de satélites Molniya. Na época, a capacidade dos satélites soviéticos, superava os seus equivalentes Norte americanos em oito vezes.